# Dishonored
Dishonored è un videogioco stealth con visuale in prima persona con ambientazioni steampunk. Primo capitolo dell'omonima saga, venne sviluppato da Arkane Studios con l'Unreal Engine 3 e pubblicato da Bethesda Softworks per PlayStation 3, Xbox 360, e Microsoft Windows in Nord America il 9 ottobre 2012 e in Europa tre giorni più tardi.
La versione Dishonored Definitive Edition, con grafica migliorata, include i DLC, è stata pubblicata per PlayStation 4 e Xbox One, in data 28 agosto 2015.

## Trama

Emily e Corvo in una scena del gioco

Il gioco si svolge a Dunwall, città immaginaria dove tecnologia retrofuturistica e paranormale coesistono nell'ombra. La città è flagellata da tempo da un'epidemia dilagante di peste, diffusa da un numero costantemente in aumento di ratti. L'Imperatrice Jessamine Kaldwin invia la sua fidata guardia del corpo, Corvo Attano, in altre nazioni per cercare di trovare un rimedio al terribile morbo, chiedendo aiuto ai sovrani degli altri domini. Purtroppo Corvo, al suo ritorno, non porta buone notizie: Dunwall è la prima ad essere stata colpita da una peste così aggressiva, quindi gli altri regni non sanno come aiutarla. Mentre Corvo riferisce questo all'Imperatrice, un assassino si materializza davanti a lei e la trafigge con la spada, poi prende Emily, la figlia dell'Imperatrice, e svanisce nel nulla con la ragazzina. Le guardie reali accorrono subito e trovando Corvo solo con a fianco il cadavere della sovrana, lo accusano di regicidio, lo arrestano e lo condannano a morte. L'Imperatrice è morta lasciando la città flagellata dalla peste e guidata da un governo militare oppressivo e armato di tecnologie neo-industriali.
Il giorno prima di raggiungere il patibolo, Corvo viene, tuttavia, aiutato a fuggire di prigione da alcuni Lealisti dell'impero. Questi, capeggiati dall'ammiraglio Havelock, hanno il loro covo all'Hound Pits Pub, un vecchio locale ormai fatiscente alla periferia di Dunwall, che sarà la roccaforte della resistenza, e danno al protagonista la possibilità di redimere la propria reputazione e salvare la principessa Emily. Corvo utilizzerà una maschera per mantenere l'anonimato e verrà dotato di abilità paranormali che gli saranno donate dall'Esterno, un misterioso essere soprannaturale e semi-divino. Corvo si dedica, quindi, ad eliminare i cospiratori che hanno ordito l'assassinio dell'Imperatrice e preso il potere a Dunwall: l'Alto Sacerdote Campbell, capo della chiesa a Dunwall; i fratelli gemelli Morgan e Custis Pendleton, estremamente influenti in Parlamento; Lady Boyle, amante e finanziatrice del capo di governo; e il Lord Reggente, Hiram Burrows, l'uomo che sostituisce a tutti gli effetti l'Imperatrice e che ne detiene i poteri e i privilegi. Man mano che Corvo toglie di mezzo i nemici, le posizioni di potere che erano occupate dai bersagli vengono velocemente prese dai tre capi dei Lealisti: il sacerdote Martin diventa il nuovo Alto Sacerdote; Lord Pendleton, fratello minore dei gemelli, guadagna influenza in Parlamento; e Havelock sembra intenzionato a diventare capo della Milizia.
Deposto il Lord Reggente, trovata Emily e terminato il suo compito, Corvo viene tradito dai Lealisti che lo vogliono morto e ordinano al barcaiolo Samuel (colui che traghettava Corvo ad ogni missione sul luogo interessato) di avvelenarlo. Tuttavia, il barcaiolo lo salva, somministrandogli solo metà del veleno e caricandolo su una chiatta alla deriva privo di sensi, ma non morto. Corvo si ritrova, quindi, nel Distretto Sommerso, dove viene preso prigioniero da Daud, l'assassino "fantasma" dell'Imperatrice. Si scopre, quindi, che Daud era stato assoldato dal Capospia di Corte, Hiram Burrows, per commettere il crimine e incastrare Corvo, in modo che il primo potesse salire al potere. Inoltre, Daud era riuscito a svanire nel nulla perché anche lui, in passato, aveva avuto dei contatti con l'Esterno e, quindi, era ed è tuttora dotato di poteri oscuri proprio come Corvo. Liberatosi e sconfitto Daud, Corvo fugge dal distretto e ritorna all'Hound Pits Pub, dove scopre che i tre capi dei Lealisti hanno ucciso quasi tutti gli altri membri della resistenza con l'intenzione di insabbiare quanto accaduto e di farlo passare per l'unico, vero colpevole di tutto. Inoltre, hanno preso in ostaggio Emily. In questo modo, sperano di mantenere il potere politico acquisito. Grazie a una lettera che Emily ha scritto a Corvo e che era nascosta nella sua stanza, l'ex guardia del corpo dell'Imperatrice scopre che i tre impostori si sono rifugiati al Faro sull'isola di Kingsparrow con Emily. D'ora in poi, la situazione cambia a seconda dell'approccio usato durante tutta l'avventura e in base al numero di uccisioni e caos creato, portando il gioco ad avere tre finali differenti:
- Finale Caos Basso: dopo aver eliminato Havelock, Emily succederà al trono a sua madre e Corvo Attano sarà al suo fianco per guidarla e proteggerla, la peste scomparirà e a Dunwall arriverà l'età dell'oro. Decenni dopo, Corvo morirà, ed Emily deporrà le sue spoglie vicino alla tomba della madre, poiché per lei Corvo fu più di una semplice guardia reale.
- Finale Caos Alto/Emily sopravvissuta: dopo aver eliminato Havelock e salvato la vita ad Emily, Corvo la aiuterà a sopravvivere e a regnare in una città sull'orlo del baratro, dove caos e corruzione regnano sovrane e dove la peste non si fermerà. Decenni dopo, per Corvo sopraggiunge la morte ed Emily, ricordando ciò che aveva fatto per lei, deporrà le sue spoglie vicino alla tomba della madre.
- Finale Caos Alto/Emily deceduta: Havelock si lancia giù dalla torre portando con sé Emily, e Corvo non potrà fare altro che osservare. Al suo ritorno in città, la peste avrà contagiato la maggior parte del popolo e i ratti avranno divorato le carcasse dei rimanenti, gettando Dunwall nel caos. Il filmato si conclude con la maschera e la spada di Corvo deposte sulla tomba dell'Imperatrice, mentre Corvo salpa su una nave.

### Ambientazione
L'impero è costituito da 4 isole (Gristol, Morley, Serkonos e Tyvia) ed è perciò chiamato "Impero delle isole".
- Gristol: si trova al centro rispetto alle altre tre isole ed è la più grande, ospita le città di: Dunwall, Whitecliff, Baleton, Redmor, Driscol e Potterstead. Attraversata dalle principali vie commerciali dell'impero, Gristol è la più ricca e antica delle isole.
- Morley: situata a nord di Gristol, ospita le città di: Alba, Arran, Caulkenny, Wynnedown e Fraeport. Conosciuti soprattutto per il loro buon vino e il delizioso cibo, gli abitanti di Morley hanno sempre preferito l'indipendenza. L'insurrezione di Morley è stata una violenta resistenza contro l'Impero; combattuta per lo più in mare, molte azioni di sabotaggio e spionaggio furono condotte a Gristol, la quale si impegnava ad aumentare le difese dell'isola, e iniziarono le costruzioni di un faro sull'isola di Kingsparrow. La rivolta fu repressa, ma gli abitanti di Morley continuano a volere l'indipendenza.
- Serkonos: situata a sud di Gristol, ospita le città di: Karnaca, Cullero, Saggunto e Bastillian. Considerata "il gioiello del sud", è meta di molti viaggi verso le sue vaste spiagge, i meravigliosi balli e i rinomati piatti speziati. Entrata da poco nell'Impero, ha costruito numerosi uffici di reclutamento e caserme, diventando la principale fonte di truppe dell'Impero. Gli abitanti di Serkonos hanno l'Ordine Oracolare, affiliato all'Abbazia dell'Uomo Qualunque.
- Tyvia: situata all'estremo nord di Gristol, ospita le città di: Caltan, Dabokva, Alexin, Pradym, Meya, Tamarak, Samara e Yaro. Il suo clima freddo e le zone selvagge la rendono l'isola più inospitale dell'Impero. Produce un ottimo vino rinomato nelle isole e fornisce carne di balena in grandi quantità. Nelle zone interne ci sono diversi campi di lavoro senza mura, dove i prigionieri sono considerati liberi di scappare, ma se decidono di fuggire non sopravvivono a causa del freddo glaciale. Nelle città antiche si può trovare un particolare tipo di amuleti d'osso ricavato dalle zanne di foca.

La capitale di Gristol è Dunwall, città nel pieno dell'industrializzazione, grazie alle recenti scoperte sulle potenzialità dell'olio di balena e il rafforzamento bellico. Recentemente colpita dalla piaga della peste e dall'assassinio di Jessamine Kaldwin, la città è stata isolata e il degrado va pian piano aumentando. Si possono ammirare numerosi edifici storici, come l'Abbazia dell'Uomo Qualunque, l'Accademia di Filosofia Naturale, la Dunwall Tower e la prigione di Coldridge. Per non parlare delle ricchissime famiglie nobili e delle numerose fabbriche.

### Personaggi
- Corvo Attano: è il Protettore Reale. È originario dell'isola di Serkonos, quindi è uno straniero a Dunwall. Ha ottenuto l'incarico di servire l'Imperatrice come gesto diplomatico ed espleta lealmente le sue mansioni da agente e guardia del corpo. Per tutta la durata del gioco non si ode la sua voce, tranne che nel DLC "Il pugnale di Dunwall", dove è doppiato da Diego Baldoin.
- Daud: conosciuto anche come "Il pugnale di Dunwall", è il leader dei Balenieri, un'organizzazione di assassini. Originario di Serkonos, si trasferisce a Dunwall dove viene marchiato dall'Esterno e perseguitato dall'Abbazia. È doppiato da Ivo De Palma.
- L'imperatrice Jessamine Kaldwin: governa un impero in tumulto. Considera suo dovere proteggere il popolo dalla peste e spesso discute con il Capospia di Corte sul sistema migliore per affrontare la crisi. È doppiata da Maddalena Vadacca.
- Emily Kaldwin: è la giovane figlia dell'Imperatrice ed erede al trono. Ha passato gran parte dell'infanzia sotto la protezione di Corvo. L'Esterno le appare in sogno ogni notte. È doppiata da Cinzia Massironi.
- Teague Martin: originario di Morley, diventa Sacerdote nell'Abbazia dell'Uomo Qualunque e uno dei leader della Cospirazione Lealista. Ha proposto di far evadere Corvo. È doppiato da Gianluca Iacono.
- L'Esterno: essere sovrannaturale che si manifesta a Corvo in svariati momenti. Non è chiara la sua natura, se sia buono o malvagio; offre a Corvo dei poteri oscuri per portare avanti la sua missione. L'Abbazia dell'Uomo Qualunque gli dà la caccia da secoli. È doppiato da Alessandro Germano.
- Hiram Burrows : il Capospia di Corte di Dunwall. Ha una sua visione sul futuro di Dunwall e vuole metterla in atto. A suo parere, le cause di tutti i problemi della città sono l'Imperatrice e la pigrizia e mancanza di disciplina della gente comune. Ha importato i ratti della peste dal continente di Pandyssian per ripulire i quartieri poveri; purtroppo, la situazione gli è sfuggita di mano e i ratti della peste si sono rifugiati in tutta Dunwall, dando inizio alla più tragica epidemia dell'Impero. È doppiato da Pino Pirovano.
- Ammiraglio Farley Havelock: è il capo dei Lealisti, un gruppo di ribelli che formano la resistenza contro gli assassini dell'Imperatrice e che vogliono ripristinare l'ordine nell'impero. Un tempo capitano della marina, Havelock si rivelerà poi essere un traditore. È doppiato da Natale Ciravolo.
- Samuel Beechworth: è il barcaiolo dei Lealisti, trasporta Corvo ovunque si svolga la missione. È doppiato da Antonello Governale.
- L'Alto Sacerdote Thaddeus Campbell: è la principale figura religiosa di Dunwall e il capo dell'Abbazia dell'Uomo Qualunque. Ha raggiunto tale nomina grazie a inganni e ricatti. Nasconde una stanza segreta nei sotterranei dell'Abbazia. È doppiato da Mario Scarabelli.
- Lord Trevor Pendleton: originario di Gristol, è uno dei leader della Cospirazione Lealista. Ha vissuto sotto le torture dei suoi fratelli, Morgan e Custis. È doppiato da Ruggero Andreozzi.
- Piero Joplin: scienziato al servizio dei Lealisti che aiuta Corvo potenziando le sue armi e costruendo dispositivi utili nelle sue missioni. Viene contattato dall'Esterno ogni notte e spesso quest'ultimo gli consiglia nuove invenzioni. Lui non tradirà Corvo. È doppiato da Cesare Rasini.
- Anton Sokolov: Medico Regio e capo dell'Accademia di Filosofia Naturale, ha inventato la maggior parte dei dispositivi tecnologici che hanno permesso a Dunwall di prosperare. I suoi talenti non si limitano alla filosofia naturale: infatti, la sua casa sul ponte di Kaldwin ospita i ritratti dei personaggi più eminenti della città, dipinti da lui stesso. Prima della peste, i quadri di Sokolov erano di gran voga e gli aristocratici di Dunwall pagavano cifre molto alte per averne uno. Ha un'ossessione per l'Esterno e ha cercato in ogni modo di contattarlo, spingendosi perfino nel continente di Pandyssian, dove pare aver scoperto antichi templi in rovina dedicati all'Esterno. È doppiato da Marco Pagani.

## Modalità di gioco
L'interfaccia di gioco è simile a quella di uno sparatutto in prima persona, anche se la meccanica è di tipo stealth e per molti elementi (anche di ambientazione) ricorda Thief: Deadly Shadows e la serie di BioShock.
La trama si evolve come una serie di missioni che il giocatore deve svolgere in sequenza prestabilita. Tuttavia, all'interno di ogni missione vi sono una serie di obiettivi secondari (e spesso nascosti) che, in genere, aiutano lo svolgimento della missione principale o danno alcuni retroscena relativi alla trama. Spesso, le azioni compiute durante una missione si ripercuotono anche sulle missioni successive e sulla trama in generale.
Lo svolgimento di ogni singola missione può avere diversi approcci, che vanno dal farsi strada uccidendo ogni nemico sul proprio cammino, all'evitare qualsiasi tipo di coinvolgimento utilizzando vie secondarie o metodi indiretti, come possedere topi e pesci per sgattaiolare attraverso cunicoli minuscoli o stordire le guardie anziché eliminarle.
Tuttavia, il gioco si basa su un sistema (simile al karma utilizzato da molti giochi) in cui le decisioni prese avranno delle conseguenze future e in cui più sangue verrà sparso dal giocatore e più il mondo di gioco sarà cupo e ostile.
Sulla base di questo meccanismo il gioco prevede tre finali alternativi.
Le azioni principali di gioco si svolgono tramite le due mani di Corvo: tramite la mano destra, Corvo controlla l'arma principale, una speciale spada a serramanico utilizzabile sia per i combattimenti diretti che per le uccisioni furtive. La stessa, con un po' di tempismo, serve ad effettuare le parate, con possibilità di eseguire rapidi contrattacchi in grado di uccidere i nemici con un colpo solo. Nella mano sinistra si concentrano, invece, le armi secondarie, gli oggetti e i poteri.
Armi ed equipaggiamenti possono essere potenziati trovando i progetti nel mondo di gioco e comprandoli con le monete.
Inoltre, Corvo può utilizzare dei poteri occulti che lo aiuteranno nel corso dell'avventura. L'utilizzo di queste speciali capacità magiche comporta il consumo di mana. I poteri sono acquistabili e potenziabili attraverso le Rune e ogni potere ha due livelli di potenza. Sono presenti speciali Amuleti d'Osso che forniscono nuove abilità a Corvo o potenziano quelle già esistenti.
Le Rune e gli Amuleti d'osso sono ben nascosti nel mondo di gioco e, quindi, per trovarli è necessario usare il Cuore rivelatore, uno speciale strumento che ne rileva e ne traccia la posizione captando le frequenze magiche e oscure di tali oggetti. Più ci si avvicina a una Runa o a un Amuleto, più il Cuore batterà velocemente.

## Sequel
Il 15 giugno 2015 all'E3 2015 è stato annunciato ufficialmente il sequel Dishonored 2. Il gioco è stato pubblicato l'11 novembre 2016 per Microsoft Windows, PlayStation 4 e Xbox One e vede Emily Kaldwin e Corvo Attano come personaggi giocanti.

## Accoglienza
| Testata                          | Versione      | Giudizio |
| -------------------------------- | ------------- | -------- |
| Metacritic (media al 28/07/2021) | Xbox 360      | 88/100   |
| Metacritic (media al 28/07/2021) | Xbox One      | 76/100   |
| Metacritic (media al 28/07/2021) | PlayStation3  | 89/100   |
| Metacritic (media al 28/07/2021) | PlayStation4  | 80/100   |
| Metacritic (media al 28/07/2021) | PC            | 91/100   |
| OpenCritic (media al 10/09/2021) | varie         | 77/100   |
| Attack of the Fanboy             | PlayStation 4 | [ 8 ]    |